# Virgile Ghinéa
 (septembre 2010).
Si vous disposez d'ouvrages ou d'articles de référence ou si vous connaissez des sites web de qualité traitant du thème abordé ici, merci de compléter l'article en donnant les références utiles à sa vérifiabilité et en les liant à la section « Notes et références ».
Ghinéa Virgile Nicolas est un peintre et auteur français né le 28 novembre 1940 à Bucarest en Roumanie.

## Biographie
Il obtient un Doctorat d’État ès Lettres en Sciences Humaines, Esthétique et Histoire de l’Art, à Paris Sorbonne (1977). Sa thèse L’Art de la Lumière est une étude sur l’environnement, l’espace, la lumière et le rapport Art et Science depuis l’Antiquité à nos jours (780 pages).
En 1969, il a enseigné à l’Accademia Albertina delle Belle Arti de Turin, puis en 1970 à l’American University, (Washington DC, États-Unis), et enfin au Luxembourg au Centre Universitaire où est nommé par le Grand Prince Jean Professeur des Universités (il arrête ses cours en 2004).
Depuis 1973, il est Professeur à l’Université de Paris VIII et fait partie de la Recherche du même établissement et du Centre Universitaire du Luxembourg. Ses recherches sont effectuées sur les mouvements d’avant-garde du XXe siècle, l’art préhistorique, l’holographie, la perception des images en relief qui aboutit avec une nouvelle méthode d’enseignement pour les élèves à l’école. Dans le domaine de l’holographie il réalise les premiers films holographiques 24/36mm. en couleurs, projetés dans l’espace sans écran (durée de la projection d'une seconde). Ils sont présentés au Musée d'art moderne de la ville de Paris, à l'Exposition « Electra » 1983-1984 (sept films holographiques et un grand hologramme sur verre de 110 cm/110 cm).
Ghinéa travaille sur l’holographie en couleurs par traitement chimiques, ses travaux sont exposés à l’Exposition d’Holographie au Palais de la découverte à Paris (1985-1986), puis à Lyon en 1987, et à Tokyo en 1988 (Japon). Il réalise le plus grand hologramme au monde, 500 cm/110 cm, visible en lumière blanche (cette image a été réalisée avec un petit laser de 50 mw, d’après un système holographique original mis au point par l’artiste) exposé à Paris en 1987.
Travaux et expositions
De 1972 à 1981 participe à des happenings et actions à Graz (Autriche), Munich (Allemagne) et Paris (France).
Virgile Ghinéa exécute en 1976-1977 pour la ville de Valenton (94) une sculpture de 24 mètres de hauteur en aluminium, plastique miroité, et mise en mouvement par le vent.
En 1986 il réalise une peinture murale de 500 m2 à la station de métro Sèvres-Babylone. L’inauguration de cette peinture ainsi que des œuvres de Ghinéa sont présentés pendant une heure trente à la télévision allemande sur la 2e chaîne, le 3 octobre 1986.
En novembre 1995, la télévision luxembourgeoise présente intégralement la grande exposition Ghinéa (550 œuvres) organisée par l’état du Luxembourg, dans le cadre de son Année Culturelle.
De 1973 à 1981 il réalise avec ses étudiants à l’université de Paris VIII à Vincennes 4 000 m2 de fresques et de 1981 à 1989 à Saint-Denis 5 000 m2 de peintures murales ainsi que dans les couloirs de la station de métro Bastille à Paris et à l’École des Arts décoratifs.
En 1978, à Créteil, à la Maison des Arts A. Malraux pendant l’exposition Mural Art U.S.A., Ghinéa exécute une grande peinture murale avec les spectateurs, aujourd’hui propriété de Lewis Strauss.
Ghinéa participe à une centaine d’expositions de groupe, salons, biennales ou expositions internationales avec peintures et sculptures. Il expose dans une quarantaine d’expositions personnelles dans le monde entier. Ses œuvres sont présentes dans des musées : à Bucarest (Roumanie), à Varsovie (Pologne), à Washington (USA), à Calgary (Canada), etc.  Ses œuvres se trouvent également dans des collections privées aux États-Unis, en France, Italie, Allemagne, Pologne, Iraq, Grèce, au Canada, en Roumanie, Autriche, au Luxembourg...[réf. nécessaire]
En 2002 est ouvert à Montrésor (37460), 24 Granderue, le Musée Ghinéa Virgile.

## Livres écrits sur ses œuvres
- Peintures murales de Virgile Ghinéa, Jean Claire, Paris 1980
- Die Fresken von Vincennes, Barbara Messerli, Zurick 1980
- Art et Participation, Frank Popper, Paris 1980 (pages 125-191

-210-249-281-306-354 et 362) 
- La Peinture Murale, Frank Popper, Opus International, Paris 1982 nr 83 (pages 18–22)
- Fresques à l’Université de Paris VIII' édité par la Recherche de l’Université, 1981